# Бромат рубидия
Бромат рубидия — неорганическое соединение, 
соль щелочного металла рубидия и бромноватой кислоты 
с формулой RbBrO3, 
бесцветные кристаллы, 
растворяется в воде.

## Получение
- Обменная реакция концентрированных растворов бромата натрия и гидроксида рубидия:

{\displaystyle {\mathsf {NaBrO_{3}+RbOH\ {\xrightarrow {}}\ RbBrO_{3}+NaOH}}}

## Физические свойства
Бромат рубидия образует бесцветные кристаллы 
тригональной сингонии, 
пространственная группа R 3m, 
параметры ячейки a = 0,44913 нм, α = 87,618° нм, Z = 1,
структура типа бромата калия KBrO3
.
Растворяется в воде.